# ريتشارد زاميل
ريتشارد زاميل (بالألمانية: Richard Sammel)‏ هو ممثل ألماني، ولد في 1960 في ألمانيا.

## أعمال

### أفلام
- (1997) الحياة جميلة[2]
- (1998) تاكسي
- (2000) الرجل الذي بكى[3]
- (2006) كازينو رويال[4][5][6][7]
- (2009) أوغاد مجهولون
- (2014) 3 أيام للقتل[8][9][10]
- (2014) الجميلة والوحش[11][10]

## وصلات خارجية
- ريتشارد ساميل على موقع IMDb (الإنجليزية)
- ريتشارد ساميل على موقع ألو سيني (الفرنسية)
- ريتشارد ساميل على موقع أول موفي (الإنجليزية)
- ريتشارد ساميل على موقع قاعدة بيانات الأفلام السويدية (السويدية)
- ريتشارد ساميل على موقع قاعدة بيانات الفيلم (الإنجليزية)
- ريتشارد ساميل على موقع كينوبويسك (الروسية)